# みかん氏
みかん氏（みかんうじ）は、日本の漫画家、同人作家。

## 来歴
2016年11月に『Now Loading…!』で連載デビュー。『コミック百合姫』（一迅社）2017年1月号から5月号まで連載。2017年4月に単行本が発売された。
2017年6月から、自身のTwitterおよびpixivで『不揃いの連理』の投稿を開始。2019年3月には、KADOKAWAから単行本が発売。
『百合ドリル』や『シロップ 百合アンソロジー』などの百合アンソロジーに、継続的に参加している。

## 作品リスト

### 連載
- Now Loading...!（『コミック百合姫』2017年1月号 - 5月号）
- 不揃いの連理（Twitter・pixivにて定期連載中）
- 先輩、美味しいですか？（『ヤングエースUP』2021年9月8日[8] - 2023年8月30日[9]）

### 読み切り
- 姉妹百合、ほか（『百合ドリル』MFCキューンシリーズ 2018年3月26日）
- ある会社の彼女たちのこと（『あの娘と目が合うたび私は 社会人百合アンソロジー』KADOKAWA 2018年4月27日）
- 好きになるなんてありえない（『Avalon~bitter~』 (girls×garden comics 2018年6月25日)
- 会社を休んだ日のこと（『あなたの側にいると私は 社会人百合アンソロジー』KADOKAWA 2018年10月26日）
- 学生百合、ほか（『百合ドリル 難問編』MFCキューンシリーズ 2019年2月27日）
- 姉妹百合（『百合ドリル 応用編』MFCキューンシリーズ 2019年2月27日）
- 認めたくはないが（『百合ドリル自由研究編』MFCキューンシリーズ 2020年1月27日）
- 捻くれ勇者と一緒に（『主従百合アンソロジー Rhodanthe』MFC 2020年2月22日）
- アイなんて知らない（『Qualia -Jealousy-』 (girls×garden comics 2020年2月29日)
- おはようからおやすみまで（『シロップ PURE おねロリ百合アンソロジー』アクションコミックス 2020年8月11日）
- アタシの好きなひと（『あーしとわたし。3 ギャル×百合アンソロジー』2025年[10]） - アンソロジー寄稿作品。

### 書籍
- 『Now Loading...!』一迅社〈百合姫コミックス〉、2017年4月18日発売[2]、ISBN 978-4-7580-7657-9
- 『不揃いの連理』、KADOKAWA〈角川コミックス〉2019年 - 2025年、全10巻
- 『先輩、美味しいですか？』、KADOKAWA〈角川コミックス・エース〉2022年 - 2023年、全3巻
  1. 2022年4月8日発売[11]、ISBN 978-4-04-112471-0
  2. 2022年12月9日発売[12]、ISBN 978-4-04-113153-4
  3. 2023年12月8日発売[13]、ISBN 978-4-04-114260-8